# In Iohannis Evangelium tractatus
In Evangelium Ioannis tractatus centum viginti quatuor – czyli Homilie na Ewangelię św. Jana wygłoszone bądź podyktowane przez Augustyna z Hippony w latach 408-420. Zbiór ustnych komentarzy Augustyna, w którym można wyróżnić dwie części. Pierwsze 54 homilie mają wyraźnie inny charakter niż ostatnie 70. Według badań M.-F. Berrouarda OP druga część homilii została przez Augustyna podyktowana. Uczony porównał tę drugą grupę homilii z 32 homiliami Augustyna do psalmu 119 (118), o których wiadomo, że były dyktowane po to, by można je było wykorzystywać do celów kaznodziejskich. Łacińskie słowo tractatus Augustyn rozumiał jako przekaz ustny i używał zamiennie ze słowami sermo (kazanie) oraz homilia, jak świadczy o tym List 224,2, oraz wstęp do objaśnienia psalmu 119 (118) w dziele Objaśnienia Psalmów. 
Tekst krytyczny wydał w 1954 r. R. Willems w ramach Corpus Christianorum, tom 36. Polski przekład Władysława Szołdrskiego CSsR ukazał się w 1974 r. wydawnictwie ATK (dziś Wydawnictwo UKSW) w t. 15 serii Pisma Starożytnych Pisarzy.
Tematy poruszane przez Augustyna obracają się wokół Słowa, które stało się ciałem. Nauczanie ma charakter duszpasterski. Istotnymi w tajemnicy Wcielenia były dla Augustyna pokora i uniżenie Chrystusa (por. Hom. 45,13). Biskup Hippony dążył jednak przede wszystkim do ukazania tego, że Chrystus jest równie prawdziwie Bogiem, jak jest prawdziwie człowiekiem.